# Otto Alder (Bildhauer)
Otto Alder (* 19. Dezember 1886 in St. Gallen; † 31. August 1971 in Speicher) war ein Schweizer Bildhauer.

## Leben und Werk
Otto Alder studierte an der Kunstakademie in München. Zeitweilig war er in Paris tätig. In den 1920er Jahren war er in Stuttgart ansässig. 1923 und 1924 nahm er an den Ausstellungen der Stuttgarter Sezession teil. 1927 stellte er sein künstlerisches Schaffen ein. Alder schuf vor allem Reliefs und rundplastische Figuren in Metall und Terrakotta.